# Бенхамін Мора
Бенхамін Мора Мендівіль (ісп. Benjamín Mora Mendívil, нар. 25 червня 1979, Мехіко) — мексиканський футбольний тренер. З 2022 року очолює тренерський штаб команди «Атлас».

## Тренерська кар'єра
Бенхамін Мора народився у спортивній сім'ї, його батько був бізнесменом і промоутером з боротьби, а мати виступала за національну збірну Мексики з волейболу. З 2011 року Мора розпочав тренерську кар'єру, очоливши тренерський штаб резервної команди клубу «Тіхуана». У 2012—2013 роках він входив до тренерського штабу клубів «Керетаро» й «Атланте». У 2014—2015 роках Бенхамін Мора очолював нижчоліговий клуб «Атлетіко Ч'япас», пізніше перейменований на «Тапачула».
У грудні 2015 року Бенхамін Мора очолив другу команду малайзійського клубу «Джохор Дарул Тазім», а в січні 2017 року після відставки попереднього тренера Маріо Гомеса вперше очолив головну команду клубу, працював головним тренером до кінця року, після чого повернувся на посаду головного тренера резервної команди клубу.
У 2020 році Мора знову очолив «Джохор Дарул Тазім» як головний тренер першої команди. Під його керівництвом команда у 2021 році виграла чемпіонат країни, а в 2021 і в 2022 роках стала володарем Суперкубка Малайзії. У квітні 2022 року «Джохор Дарул Тазім» першою з малайзійських команд вийшла до 1/8 фіналу Ліги чемпіонів АФК. 27 липня 2022 року Мора покинув посаду головного тренера малайзійського клубу з особистих причин.
6 жовтня 2022 року Бенхамін Мора очолив мексиканський клуб «Атлас». Після серії невдалих матчів тренер покинув клуб 30 жовтня 2023 року.
4 червня 2024 року мексиканський тренер очолив клуб Канадської Прем'єр-ліги «Йорк Юнайтед». Хоча клуб виступав досить успішно, в кінці року Мора покинув канадську команду. У грудні 2024 року Бенхамін Мора очолив мексиканський клуб «Керетаро».

## Титули і досягнення
- Чемпіонат Малайзії (1):

«Джохор Дарул Тазім»: 2021
- Володар Суперкубку Малайзії (2)

«Джохор Дарул Тазім»: 2021, 2022